# San Pietro in Amantea
San Pietro in Amantea est une commune de la province de Cosenza, dans la région de Calabre, en Italie.

## Administration
| Période                                  | Période  | Identité           | Étiquette | Qualité |
| ---------------------------------------- | -------- | ------------------ | --------- | ------- |
| 15 avril 2008                            | En cours | Gioacchino Lorelli | civica    |         |
| Les données manquantes sont à compléter. |          |                    |           |         |

### Communes limitrophes
Aiello Calabro, Amantea, Belmonte Calabro, Lago, Serra d'Aiello